# Seleção Bielorrussa de Futebol Feminino
A Seleção Bielorrussa de Futebol Feminino representa a Bielorrússia nas competições interncionais de futebol feminino. A seleção é controlada pela Federação Bielorrussa de Futebol (Беларуская фэдэрацыя па футболу).